# Das Kinderheim in der Auguststraße
Das Kinderheim in der Auguststraße  ist ein dokumentarischer Film über das Schicksal der Kinder des jüdischen Kinderheims Beit Ahawah (hebräisch בית אהבה, Haus der Liebe) in der Auguststraße 14/16 in Berlin-Mitte, das dort im Jahr 2025 – in allerdings sehr baufälligem Zustand – noch existierte. Am Haus ist eine Informationstafel angebracht. Die Geschichte der Einrichtung ist eng verbunden mit dem Leben der Gründerin und langjährigen Leiterin.
Beate Berger (hebräisch ביאטה ברגר) veranlasste die beiden jüdischen Maler Max Liebermann und Hermann Struck einige ihrer Bilder in einer Aktion für den Bau eines neuen Ahawah-Heims in Palästina zu verkaufen. Den Erlös von 30 000 Mark nähte Berger in ihren Rock ein und ging als Nonne verkleidet nach Triest, wo sie nach Haifa fuhr, um mit dem Geld die Zufluchtsstätte zu erbauen. Um die Kinder des Berliner Heims nach Palästina bringen zu können, musste die britische Regierung des Mandatsgebietes Palästina jedoch Kinderzertifikate ausstellen, wobei eine der Bedingungen war, dass das Kind das Mindestalter von 15 Jahren erreicht haben musste. Da jedoch im Heim auch jüngere Kinder lebten, konnten Zertifikate jeweils immer nur für die älteren Kinder ausgestellt werden. So wurden von 1934 bis 1939 etwa 100 jüdische Kinder in fünf Gruppen nach Haifa gebracht und dadurch vor der Deportation gerettet. Die noch in Berlin verbliebenen Kinder wurden in das KZ Auschwitz deportiert, wo keines überlebte.
Beate Berger konnte insgesamt 300 Kinder aus Europa nach Haifa bringen, wovon 100 aus Deutschland, 75 aus Österreich, 15 aus Italien und 100 aus Polen, Tschechien und Ungarn kamen. Sie starb am 20. Mai 1940 in Kirjat Bialik bei Haifa, in dem Ort, in dem das Kinderheim nach der Flucht aus Deutschland neu entstanden war und wo es bis heute als Ahava Village for Children & Youth fortbesteht.
Der von Ayelet Bargur gedrehte Dokumentarfilm basiert auf ihrem Buch Ahawah heißt Liebe und entstand als Koproduktion des rbb, MDR und des Israelischen Fernsehens. Er erschien am 15. November 2007 um 22.35 Uhr im Rundfunk Berlin-Brandenburg (rbb) und am 12. Dezember 2007 um 00:05 Uhr im Mitteldeutschen Rundfunk (MDR). Am 15. Mai 2008 erhielt der Film den Prix Circom regional. Verschiedene frühere Berliner Ahawa-Kinder berichten über Beate Berger und ihr Leben in Palästina.